# Once Again... The Products
Once Again... The Products är The Products' debutalbum, utgivet den 13 september 1999 på Sidekicks Records.

## Låtlista
Alla låtar är skrivna av The Products.
1. "Let's Go to CBGB" - 1:24
2. "Believe the Hype" - 1:18
3. "The New Rebels" - 1:27
4. "Total Anarchy" - 1:44
5. "United Punx" - 0:54
6. "Punkrock Livin'" - 1:57
7. "Solutions" - 1:09
8. "Let's Start a Riot" - 1:23
9. "Youth of the World" - 2:22
10. "New York City" - 1:42
11. "No Kids on the Block" - 1:05
12. "Revolution Against Myself" - 1:30
13. "Next Generation" - 1:57
14. "The Products" - 1:41

## Personal
- Kim Belly – producent
- Magnus Larnhed – mixning
- Mieszko Talarczyk – mixning

### Fotnoter
1. 1 2  ”Once Again... The Products”. Discogs.com. http://www.discogs.com/Products-Once-Again-The-Products/release/813202. Läst 5 april 2012.